# Carabunia longimarginalis
Carabunia longimarginalis är en stekelart som beskrevs av Subba Rao 1973. Carabunia longimarginalis ingår i släktet Carabunia och familjen sköldlussteklar. Inga underarter finns listade.